# Premochtherus firmus
Premochtherus firmus là một loài ruồi trong họ Asilidae. Premochtherus firmus được Tsacas miêu tả năm 1968. Loài này phân bố ở vùng Cổ Bắc giới.